# Леша (коммуна)
Леша (норв. Lesja) — коммуна в губернии Оппланн в Норвегии. Административный центр коммуны — город Леша. Официальный язык коммуны — нейтральный. Население коммуны на 2007 год составляло 2168 чел. Площадь коммуны Леша — 2259,01 км², код-идентификатор — 0512.

## История населения коммуны
Население коммуны за последние 60 лет.

Статистика коммуны Леша